# Abantiades albofasciatus
Abantiades albofasciatus là một loài bướm đêm thuộc họ Hepialidae. Đây là loài đặc hữu của Tây Úc.

## Mô tả

### Hình ảnh tiêu bản
Xem Bộ sưu tập Côn trùng Quốc gia Úc: Tiêu bản 10ANIC-09721 thu thập tại Regan Ford, Tây Úc bởi S. Cotter và K. Detchon vào ngày 29 tháng 4 năm 2004.

## Phân loại
A. albofasciatus được Charles Swinhoe mô tả lần đầu với danh pháp Pielus albofasciatus vào năm 1892. Năm 1932, Norman Tindale đổi danh pháp của loài này thành Abantiades albofasciatus.